# Stasi venosa
La stasi venosa è un rallentamento della circolazione sanguigna nelle vene. È uno dei tre fattori della triade di Virchow che predispongono allo sviluppo di una trombosi venosa.

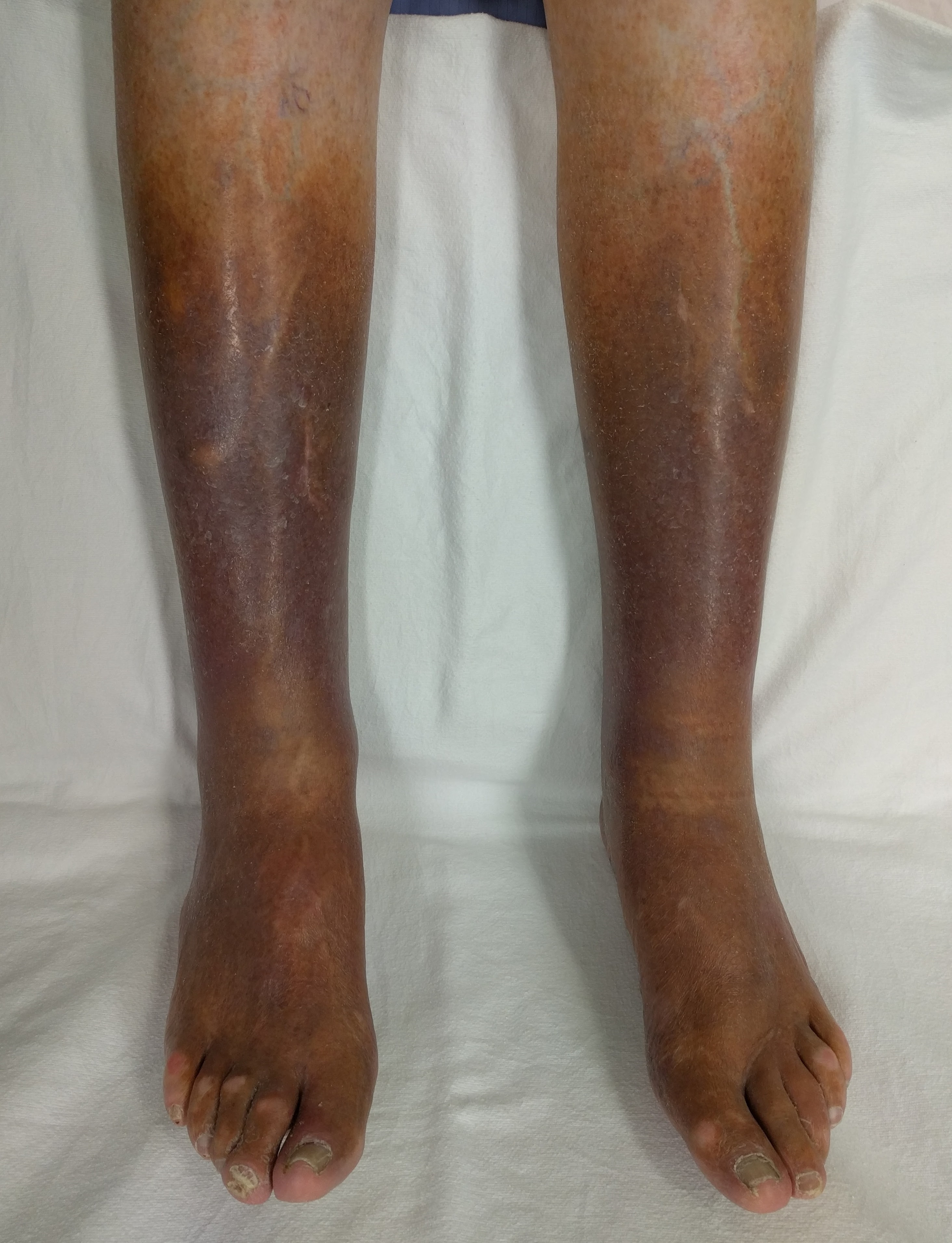
Cambiamenti cutanei a seguito di stasi venosa a lungo termine.

## Presentazione clinica

### Complicanze
Le possibili complicanze della stasi venosa sono:
- Ulcere venose
- La formazione di coaguli di sangue nelle vene (trombosi venosa), che può verificarsi nelle vene profonde delle gambe (trombosi venosa profonda, TVP) o nelle vene superficiali.

## Eziologia
Le cause più frequenti di stasi venosa sono:
- Fibrillazione atriale
- Varici
- Immobilizzazione
- Compressione dei tessuti
- Insufficienza cardiaca destra
- Alterata viscosità del sangue
- Anemia falciforme